# Mel B
Melanie Janine Brown (Leeds, Inglaterra, 29 de mayo de 1975), también conocida como Mel B, Melanie B o Scary Spice, es una famosa cantante de pop británica miembro del popular grupo femenino Spice Girls.
Mel B debutó como solista en 1998 y desde 2007, se ha consolidado como personalidad televisiva y jueza de concursos de talentos. En 2019 inició una nueva gira con Spice Girls.

## Biografía
Brown nació en Harehills, Leeds, y creció en el barrio de Burley de la ciudad. Hija de Martin Brown y su esposa Andrea Dixon. Su padre era de San Cristóbal y Nieves y su madre es inglesa. Por parte de madre, Mel B es prima hermana del actor y director Christian Cooke; la madre de Cooke, Di, y la madre de Mel B, Andrea, son hermanas. Mel B estudió artes escénicas en la escuela secundaria Intake de Rodley, Leeds, antes de entrar en la industria del entretenimiento. Durante un tiempo, trabajó como bailarina en Blackpool, Lancashire.

## Trayectoria

### 1994-2000: Spice Girls
En 1994, Mel B, junto con Melanie C, Geri Halliwell y Victoria Beckham, respondieron a un anuncio en la revista The Stage. Todas ellas y  Michelle Stephenson fueron elegidas inicialmente como integrantes del grupo Touch. Stephenson posteriormente se retiró y fue reemplazada por Emma Bunton. En 1995, realizaron una gira por sellos discográficos en Londres y Los Ángeles. Después de asociarse con el representante musical Simon Fuller , firmaron un contrato con Virgin Records y el nombre del grupo se cambió a Spice Girls.
La banda vendió más de 80 millones de discos y es el grupo de chicas más famoso del mundo y el que más vendió en todos los tiempos.
Su álbum debut, Spice, fue un éxito comercial mundial. El álbum alcanzó el número uno en más de 17 países y fue certificado multiplatino en 27 países. La popularidad masiva y repentina del grupo fue comparada con la Beatlemanía.  En total, el álbum vendió 30 millones de copias en todo el mundo y se convirtió en el álbum más vendido en la historia de la música por un grupo de chicas y uno de los álbumes más exitosos de todos los tiempos. El primer sencillo del álbum, "Wannabe", alcanzó el número uno en 37 países y todos los sencillos posteriores del álbum: "Say You'll Be There", "2 Become 1", "Who Do You Think You Are" y "Mama", también alcanzaron el número uno en el Reino Unido.
Luego "Spice Up Your Life", "Too Much", "Stop" y "Viva Forever" del álbum Spiceworld. Así mismo su siguiente disco "Forever" sigue cosechando éxitos con el tema "Goodbye", "Holler" y "Let Love Lead The Way". El álbum, Greatest Hits, incluye el exitoso tema "Headlines (Friendship never ends)". Innumerables colaboraciones musicales con otros artistas las posicionaron todavía más y aparte de eso protagonizaron la película Spice World The Movie, éxito inmediato en cientos de países: decenas de productos y marcas mundiales las contrataron como rostros oficiales y se convirtieron, según los expertos, en un ícono pop de la historia musical alrededor del mundo.

### 1998-2004
Brown, ya conocía a Melanie Chisholm con la cual había coincidido en varios espectáculos. Para ella el grupo es algo muy importante. Tras la marcha de Geri —a la que los tabloides británicos atribuyen la mayor parte de la culpa—, y entre todo tipo de rumores, Mel lanzó junto con Missy Elliott el sencillo "I Want You Back", el primero como solista y que fue número 1 en el Reino Unido. Su segundo sencillo en solitario (aprovechando el descanso que se tomaron las Spice Girls en 1999 para preparar su tercer álbum) fue "Word Up", que fue parte de la banda sonora para la película Austin Powers: The Spy Who Shagged Me y ya en otoño del 2000, casi coincidiendo con Forever (el tercer álbum del quinteto picante) se lanzó Hot, su primer álbum como solista. Como era de esperar, la vuelta de las Spice Girls sin duda oscureció bastante al primer álbum, que no obtuvo buenas ventas. Virgin, tras ver que la carrera de Scary iba en declive, le planteó un ultimátum: se le daría ocasión de sacar un sencillo más y si este no quedaba en el número 1 de las listas de ventas, la despedirían. "Lullaby", el tercer sencillo que fue escogido, alcanzó el número 13, provocando la salida inmediata de Mel de la discográfica.
Tras esto, Mel se dedicó solo a su hija Phoenix Chi (nacida en 1999) —a la que tuvo con su entonces marido Jimmy Gulzar, exbailarín del equipo de las Spice durante la gira mundial de 1998— y a escribir sus memorias en su primera autobiografía llamada Catch a Fire que fue lanzada al mercado a finales de 2002 contando toda su historia con Jimmy y su versión de la historia del grupo femenino, alcanzando cierto éxito.
Más tarde empezó a dedicarse a la actuación. En teatro participó en Los monólogos de la vagina alcanzando gran reconocimiento. Al verse con posibilidades dentro del ámbito interpretativo tras aparecer en la serie de la BBC Burn It, presentar el programa de televisión This Is My Moment y realizar un corto titulado Fish, se adentró en el cine con la grabación de LD50: Lethal Dose, una película de horror y suspense que significaría su segunda incursión en el cine tras Spice World. La película se clasificó como serie B, ya que se estrenó en muy pocos cines en Estados Unidos y Reino Unido de modo promocional.
El trabajo más sonado de Mel B durante 2004 fue su aparición en el musical de Broadway, Rent, interpretando el papel de Mimi. Estados Unidos ayudó a Mel en cierto modo a adentrarse de nuevo en la música, ya que, al mismo tiempo que actuaba en el musical, celebró un concierto en una sala de Nueva York, donde interpretó nuevos temas. 

### 2005-2008
En 2005, Mel lanzó su segundo álbum como solista, L.A. State of Mind, que fue catalogado como un "regalo para los fanes" por la misma Scary Spice, pero el álbum y el sencillo promocional "Today" no tuvieron éxito. Debido al estrepitoso fracaso de su segundo disco, Melanie Brown fue despedida de su discográfica Amber Café Records UK y se desvinculó del mundo de la música. El mismo año, Mel B apareció en las películas Telling Lies y LD 50 Lethal Dose.  
En 2006, Mel B apareció en el cortometraje Love Thy Neighbor. En octubre anunció que esperaba un bebé del actor Eddie Murphy: Angel Iris Murphy Brown, quien nació el 3 de abril de 2007. En septiembre de 2007, Mel B se unió a la quinta temporada del concurso de baile televisivo estadounidense, Dancing with the Stars, junto a su pareja de baile Maksim Chmerkovskiy.

### El regreso de las Spice Girls

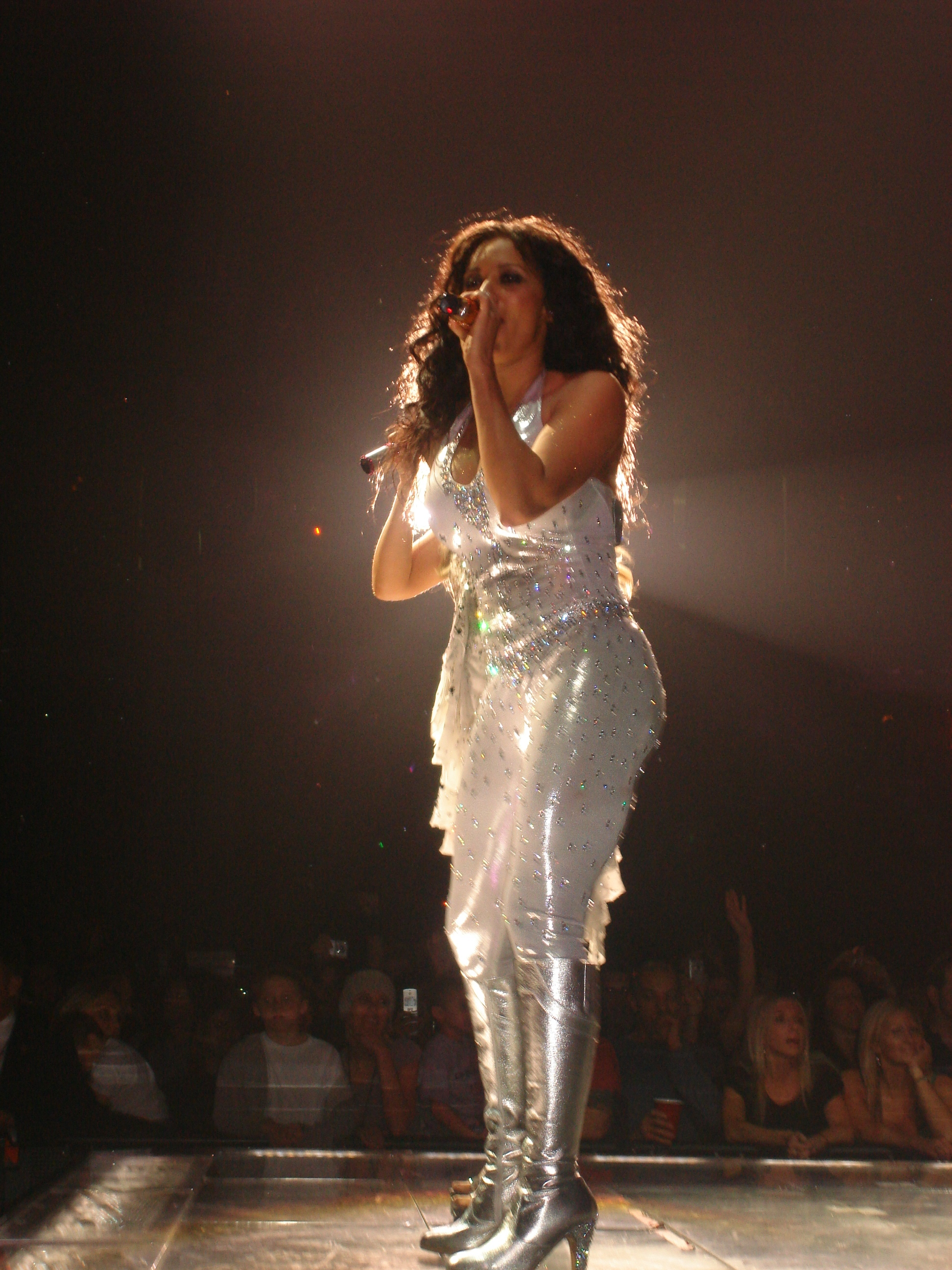
Melanie Brown en la gira de reunión de Spice Girls (2008)

El 28 de junio de 2007 los rumores se hacen realidad: las 5 componentes del grupo Spice Girls vuelven a reunirse, convocan una conferencia de prensa y anuncian una gira a nivel mundial ya que dicen que es necesario hacer «una despedida y cierre de un ciclo, como se merecen todos nuestros fans». Este regreso acerca de nuevo a las cinco integrantes en lo personal, donde la prensa especializada lo destaca como un reconocimiento a la influencia del grupo en la música y la cultura popular en la historia musical alrededor del mundo, sumado al arrasador éxito en ventas agotadas en todos sus más de 40 conciertos en varios países. El regreso de las chicas como quinteto logran que sus conciertos logren récord de ventas totales en menos de 38 segundos. El regreso de las Spice Girls provoca portadas de varios Periódicos y Revistas alrededor del mundo donde varias marcas nuevamente las llaman para ser rostros publicitarios, entre ellas la gigantesca TESCO. Las Spice Girls recurren una vez más a los populares nicknames que las caracterizaron a fines de los 90 y comienzos del 2000; y así como Baby, Scary, Sporty, Ginger y Posh regresan triunfantes, con una mirada mucho más glamurosa y actualizada. Varios críticos especializados agradecen este regreso y lo destacan como uno de los más esperados en la historia musical, subrayando que nuevas generaciones tienen la oportunidad de vivir el fenómeno "SPICE" en el siglo XXI. 

### 2009-2018
En abril de 2009, Mel B se unió a la actriz y ex campeona de ”Dancing with the Stars“ Kelly Monaco como estrellas originales de una revista de Las Vegas llamada ”Peepshow“ en el Planet Hollywood de Las Vegas. Hotel and Casino. En septiembre de 2009, Mel B apareció durante una semana como panelista invitada en el programa diario de ITV1 ”Loose Women“. De junio a agosto de 2010, Mel B presentó el programa de adelgazamiento Oxygen. En septiembre de 2010, se emitió su propio reality show en Style Network llamado Mel B: It's a Scary World. En noviembre de 2010, se lanzó en Norteamérica y Europa el juego para consola Get Fit with Mel B. Mel B actuó como mentora de famosos en segunda temporada del programa australiano de The X Factor durante los cuartos de final de los programas en directo en 2010. Durante el show de resultados, realizó un dueto con los cinco actos restantes cantando «Stop» originalmente de las Spice Girls.
Mel B participó como juez en tercera temporada del programa australiano de The X Factor, que se estrenó en agosto de 2011. Apareció junto a Ronan Keating, Guy Sebastian y Natalie Bassingthwaighte. En su primera serie en el programa, le tocó la categoría Girls. En abril de 2012, Mel B apareció como copresentadora en la duodécima temporada de la versión australiana de Dancing with the Stars. El 31 de marzo, se anunció que Mel B firmaba una colaboración global con EMI Music Australia para el lanzamiento de su tercer álbum de estudio, pero más tarde se desvinculó del contrato. Dando su paso por terminado con un grandioso éxito por el retorno de las Spice Girls en abril de 2008, Melanie B decide reanudar labores por cuenta propia, pero esta vez como empresaria, ya que lanzó su propia línea de ropa Catty Couture además de dar un comunicado mediante su web oficial en el que publica que será la productora de su propio reality show llamado The Singing Office en donde compartirá elenco junto con Joey Fatone, exintegrante de la banda norteamericana NSYNC el cual se esperaba fuese televisado para junio de 2008.

#### Con las Spice Girls en los Juegos Olímpicos Londres 2012

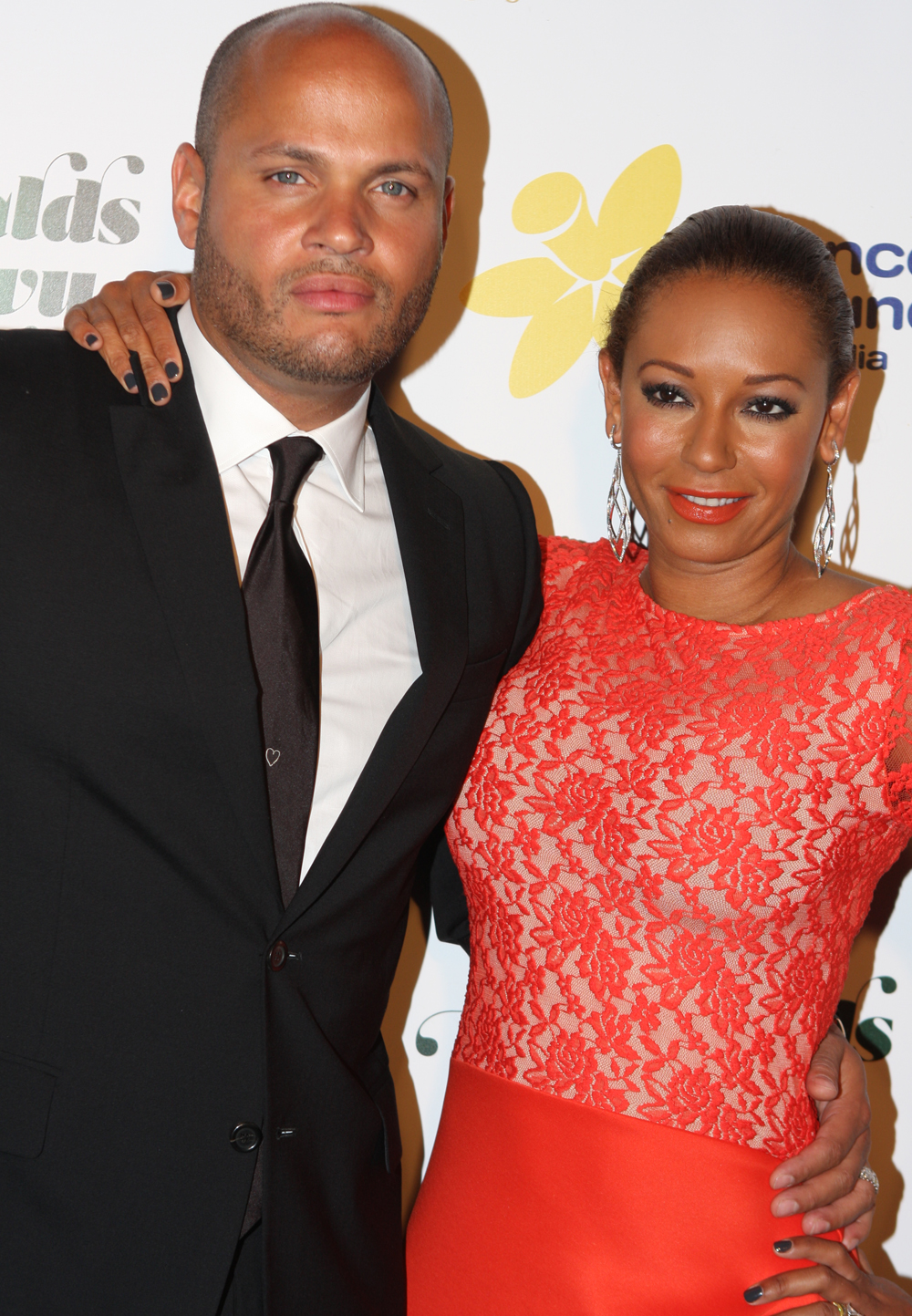
Mel B con su marido Stephen Belafonte en 2012.

Luego de semanas de hermetismo y bajo estrictas medidas de seguridad ante el espectáculo que presentarían, portadas de periódicos y revistas de varios países las confirmaban luego que se filtraran fotos de los ensayos de su esperada participación. Las Spice Girls se presentaron en la clausura de los Juegos Olímpicos Londres 2012 con un popurrí entre la canción "Wannabe" y "Spice Up Your Life". Las 80000 personas del coliseo no tardaron en reconocer que eran las Spice Girls al sonar los primeros compases de sus temas, y el público ovacionó su aparición. Ante los 4000 millones de personas en todo el mundo, que en ese momento miraban la ceremonia, observaron que las Spice Girls seguían vigentes a más de 15 años de su debut. Llegando en los típicos taxis londinenses, cada vehículo tenía en luces led sus estampas destacando las identidades de cada una. Se publicó su disco Greatest Hits, que entró al número 2 en rl Reino Unido, y al número 7 en el European Top 100 Albums publicado por Billboard, mientras que en Estados Unidos subieron con el al puesto número 93. Portadas de varios países del mundo destacaron entre los hitos y lo mejor del espectáculo en los JJ. OO. 2012 la actuación de las Spice Girls. Las chicas en Twitter lograron ser trending topic luego de su participación, llegando a 116,000 tuits por minuto, siendo lo más comentado de los Juegos Olímpicos de Londres 2012, seguido de lejos por el medallista Bolt con 80.000. Esto dio inicio a una campaña multitudinaria para que realizasen una nueva gira mundial. En Access Hollywood, destacado medio mundial de espectáculos, se adjudicaron con más del 90% en votaciones, como la mejor actuación de todos los artistas en la clausura de los Juegos Olímpicos, superando a Muse, One Direction, Queen, Jessie J, Russell Brand, The Who y Annie Lennox. Londres 2012 desató una verdadera histeria colectiva entre sus fanáticos a nivel mundial. Mel B, Mel C, Geri Halliwell,Victoria Bechkam y Emma Bunton lograron revivir el Girl Power británico.

## Viva Forever, el musical
Las Spice Girls en conferencia de prensa han presentado lo que iba a ser su primer musical basado en sus canciones: un relato sobre la fama y la amistad. El musical, con fecha de estreno de 27 de noviembre de 2012, subió el telón oficialmente el 11 de diciembre en el Teatro Piccadilly de Londres.
Las Spice Girls dijeron que estaban encantadas con el espectáculo, producido por Judy Craymer, la creadora del exitoso musical de ABBA Mamma Mia.
"Es mejor de lo que hayamos podido imaginar", dijo Melanie C "Sporty Spice" Chisholm del espectáculo, escrito por la comediante Jennifer Saunders, cocreadora de la serie cómica de TV Absolutely Fabulous y French & Saunders.
«Nuestro musical Viva Forever es sobre tener niños, familia, alegría y diversión, y es eso lo que ahora tenemos en común, ser madres», señaló Geri Halliwell, la Ginger Spice.
Scary Spice, al parecer no quiere dejar camino sin andar ya que también recibió un contrato para ser la nueva imagen de la famosa línea de lencería Último y encontrarse actualmente en la grabación bajo la batuta de Rodney Jerkins (productor de artistas como Destiny's child, TLC y Pink) y Damon Elliot (productor de artistas como Britney Spears) de lo que será su tercer álbum como solista. También actualmente lleva ya grabadas dos temporadas como jurado de XFactor Australia, además se ser en la actualidad presentadora de Dancing with the Stars Australia.

## Spice Girls Aniversario 20 años
El 8 de julio de 2016, las Spice Girls celebraron 20 años desde el lanzamiento a la fama con el primer sencillo, de varios éxitos en su carrera grupal, con el sencillo "Wannabe". 
En 2016 las integrantes tuvieron intenciones de reunirse nuevamente como en 2007/2008 y 2012 lo hicieran en exitosos reencuentros, pero no se llegó a algún acuerdo. A comienzos de 2017 varias de sus integrantes han estimado la opción de reunirse, pero siempre y cuando las 5 acepten.

## Discografía

### Álbumes
| Año  | Álbum              | País | País | País | Certificaciones | Ventas        |
| Año  | Álbum              | UK   | JPN  | SCO  | Certificaciones | Ventas        |
| ---- | ------------------ | ---- | ---- | ---- | --------------- | ------------- |
| 2000 | Hot                | 28   | 10   | 47   | - BPI: Plata    | - UK: 100 000 |
| 2005 | L.A. State of Mind | 453  | —    | —    |                 |               |

### Sencillos
| Año  | Sencillo                              | País | País | País | País | País | País | País | País | País     | Certificaciones | Álbum                                 |
| Año  | Sencillo                              | UK   | AUS  | BEL  | IRL  | ITA  | NL   | SCO  | SUE  | US Dance | Certificaciones | Álbum                                 |
| ---- | ------------------------------------- | ---- | ---- | ---- | ---- | ---- | ---- | ---- | ---- | -------- | --------------- | ------------------------------------- |
| 1998 | "I Want You Back" (con Missy Elliott) | 1    | 12   | 24   | 6    | —    | 6    | 6    | 25   | —        | - UK: Plata     | Why Do Fools Fall in Love             |
| 1999 | "Word Up"                             | 14   | —    | —    | —    | 34   | 86   | 19   | —    | —        |                 | Austin Powers: The Spy Who Shagged Me |
| 2000 | "Tell Me"                             | 4    | 43   | 58   | 22   | 61   | 44   | 7    | 66   | —        |                 | Hot                                   |
| 2001 | "Feels So Good"                       | 5    | —    | 60   | 42   | —    | 85   | 8    | 88   | —        |                 | Hot                                   |
| 2001 | "Lullaby"                             | 13   | —    | —    | 47   | —    | —    | 18   | —    | —        |                 | Hot                                   |
| 2005 | "Today"                               | 41   | —    | —    | —    | —    | —    | —    | —    | —        |                 | L.A. State of Mind                    |
| 2013 | "For Once in My Life"                 | —    | —    | —    | —    | —    | —    | —    | —    | 2        |                 | Sin álbum                             |

## Filmografía
Televisión / Películas
- 1993: Coronation Street - Amy Nelson (3 episodios)
- 1997: Spice World - Scary Spice
- 2000: Fish
- 2001: This Is My Moment - Presentadora
- 2002: Voodoo Princess - Como ella misma (Presentadora de documental)
- 2003: Burn It - Claire (Serie de TV)
- 2003: LD 50 Lethal Dose - Louise
- 2003: Bo' Selecta! - Como ella misma
- 2004: The Seat Filler - Sandie
- 2004: MTV Cribs - Como ella misma
- 2005: Telling Lies - Maggie Thomas
- 2006: Love Thy Neighbor - Lonnie
- 2007: Dancing with the Stars (Programa de TV Estados Unidos)
- 2007: Giving You Everything - Como ella misma
- 2008: "Miss Universo" coanimadora del concurso Miss Universo 2008, Vietnam
- 2010, 2011-12: The X Factor (Programa de TV Australia) - Como ella misma/mentora/jurado
- 2012: Dancing with the Stars (Programa de TV Australia) - Presentadora
- 2012, 2014, 2016: The X Factor (Programa de TV Reino Unido) - Como ella misma/mentora/jurado
- 2013: "Miss Universo" coanimadora concurso Miss Universo 2013, Rusia
- 2013-presente: America's Got Talent (Serie nortemericanca) - Como ella misma/jurado
- 2013: "The Twelve Trees of Christmas" - Cordelia
- 2014: The Voice Kids Australia - Como ella misma/jurado/mentora
- 2017: "Chocolate City: Vegas Strip" - Brandy
- 2017: "Blazing Samurai" - Jirafa (voz)
- 2021: Mask Singer: Adivina quién canta 2 - 7.ª desenmascarada